# Richard Oelze
 (mars 2020).
Si vous disposez d'ouvrages ou d'articles de référence ou si vous connaissez des sites web de qualité traitant du thème abordé ici, merci de compléter l'article en donnant les références utiles à sa vérifiabilité et en les liant à la section « Notes et références ».
Richard Oelze est un peintre allemand rattaché au surréalisme (né à Magdebourg le 29 juin 1900 - mort près de Hamelin le 26 novembre 1980).

## Biographie
Après des premières études picturales et graphiques dans sa ville natale, il devient, dans les années 1920, membre du Bauhaus à Weimar et Dessau-Roßlau. De 1932 à 1936, il vit à Paris, où il se joint au mouvement surréaliste et côtoie André Breton, Max Ernst, Paul Éluard, Victor Brauner... C'est de cette époque que date son tableau le plus connu, L'Attente, qui a souvent été interprété comme une anticipation de la Seconde Guerre mondiale par sa représentation angoissante de personnages de dos, sans visage, perdus dans un paysage qu'écrase un ciel gris et tourmenté.
De 1939 à 1962, Richard Oelze fait partie de la colonie d'artistes de Worpswede, avec l'interruption des années 1941 à 1945, où il sert dans la Wehrmacht et se retrouve prisonnier de guerre.
Dans les années 1950, il reçoit la visite, alors que les Français l'ont oublié, de Christian d'Orgeix, qu'il influencera fortement. Oelze termine sa vie honoré mais reclus et meurt, respecté mais assez oublié, dans sa ferme près de Hamelin.
Oelze a évolué d'un style figuratif vers une certaine abstraction, tout en ne cessant de privilégier le caractère atmosphérique de la représentation, ainsi qu'un certain statisme onirique.